# دنیز اونداو
دنیز اونداف (انگلیسی: Deniz Undav؛ زادهٔ ۱۹ ژوئیهٔ ۱۹۹۶) بازیکن فوتبال کرد تبار اهل آلمان است که هم اکنون در تیم اشتوتگارت بازی می‌کند.
از دیگر باشگاه‌هایی که در آن بازی کرده‌است می‌توان به باشگاه برایتون،باشگاه فوتبال رویال یونیون سنت ژیل و باشگاه فوتبال آینتراخت برانشوایگ اشاره کرد.اونداف از کورد های ترکیه است و از پدر و مادری کورد به دنیا آمده است.